# 웨스트멤피스

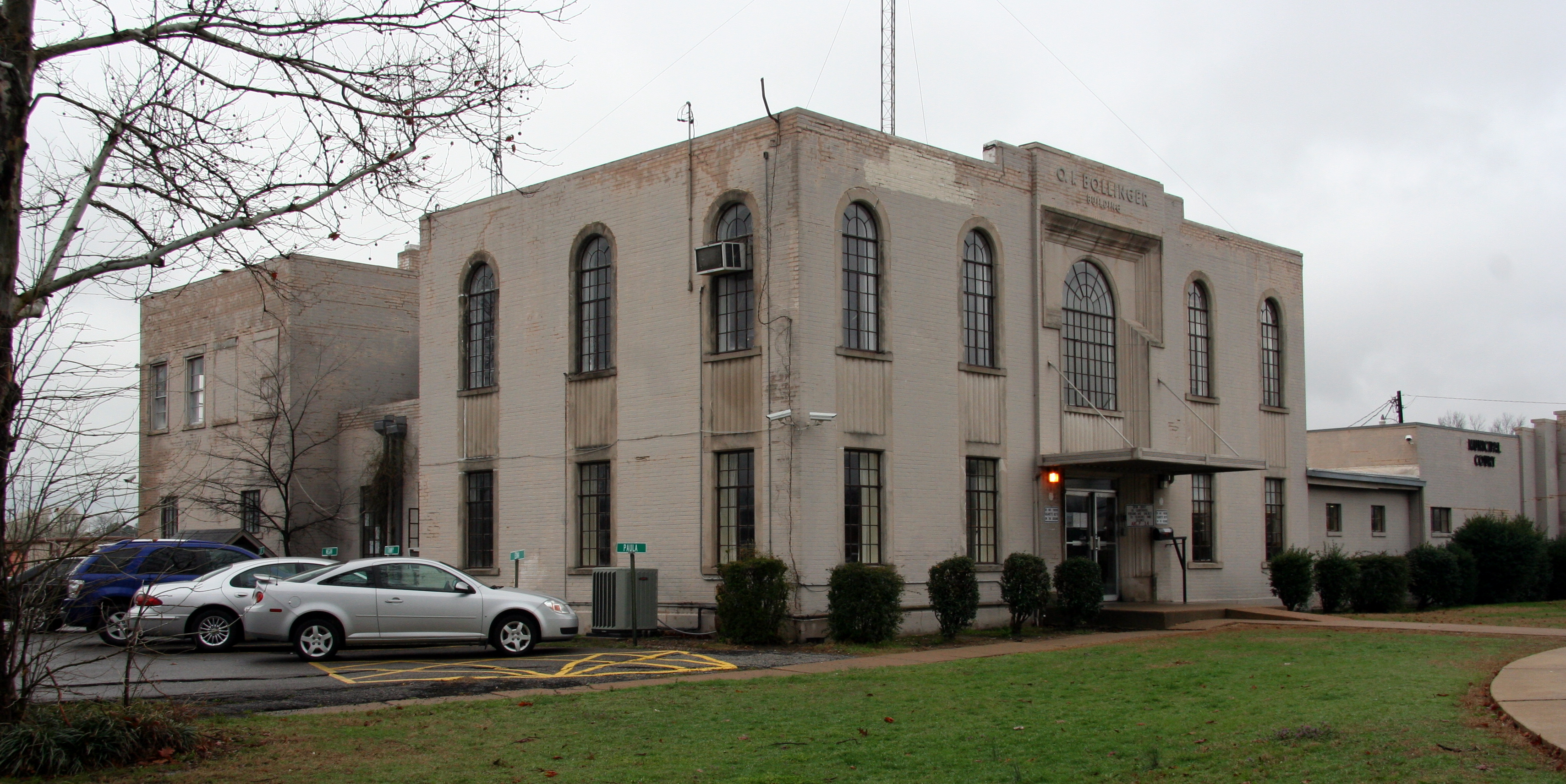

웨스트멤피스(West Memphis)는 미국의 아칸소주의 크리텐던군에서 가장 큰 도시이다. 2010년 인구 조사에서 인구는 26,245명으로 벨라비스타에 이어 미국에서 18번째로 큰 도시였다. 그것은 멤피스 메트로폴리탄 지역의 일부이고 멤피스에서 미시시피강 바로 건너에 위치해 있다.

## 인구
| 인구조사              | 인구   | Note  | %±     |
| --------------------- | ------ | ----- | ------ |
| 1930년                | 895    |       | —      |
| 1940년                | 3,369  |       | 276.4% |
| 1950년                | 9,112  |       | 170.5% |
| 1960년                | 19,374 |       | 112.6% |
| 1970년                | 26,070 |       | 34.6%  |
| 1980년                | 28,138 |       | 7.9%   |
| 1990년                | 28,259 |       | 0.4%   |
| 2000년                | 27,666 |       | −2.1%  |
| 2010년                | 26,245 |       | −5.1%  |
| 2019 (추산)           | 24,402 | [ 1 ] | −7.0%  |
| U.S. Decennial Census |        |       |        |